# Literatura del romanticisme a Alemanya

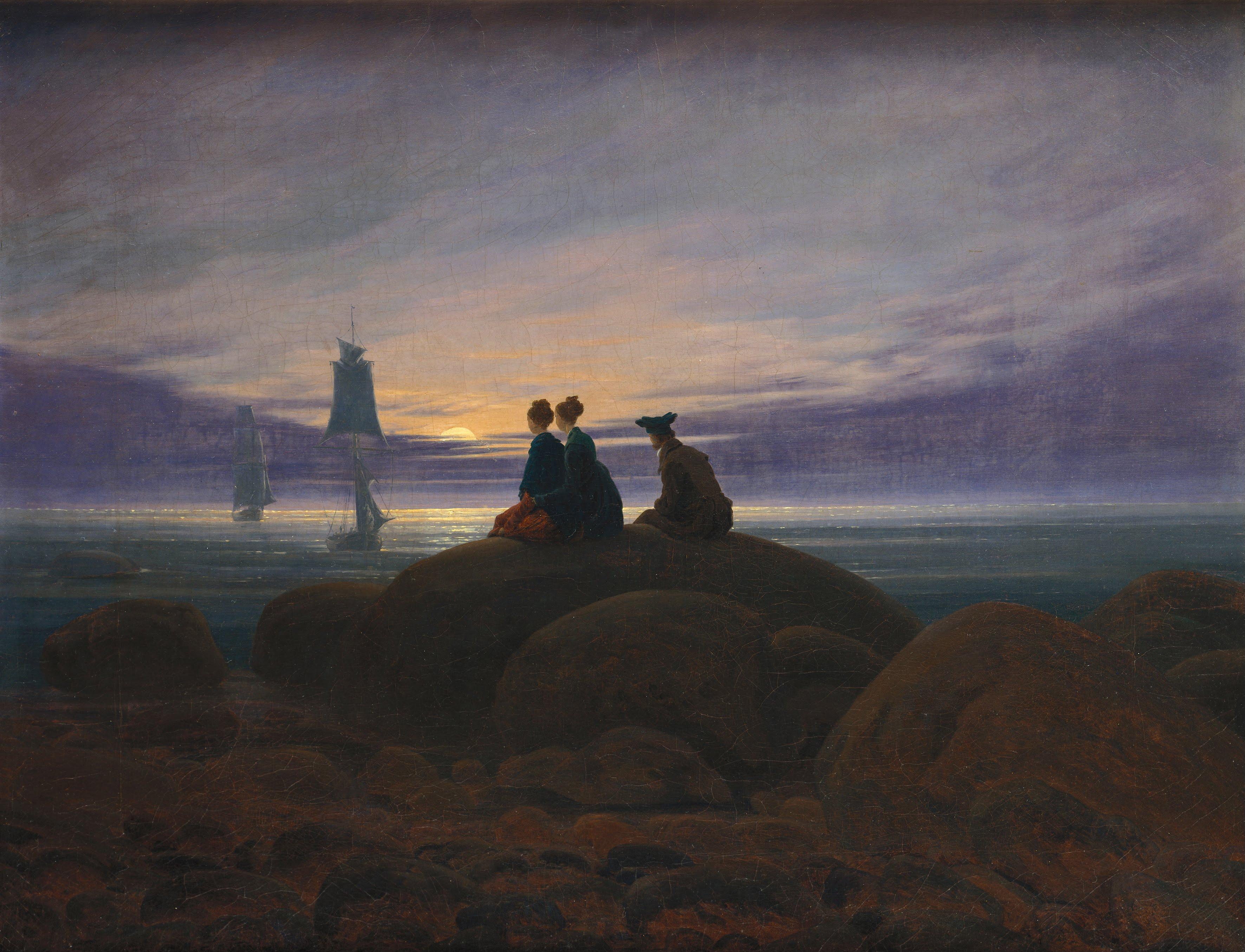
Posta de sol sobre el mar (1822), Caspar David Friedrich

L'aparició del romanticisme a Alemanya és molt primerenca. Ja al començament del s. XVIII es van donar trets preromàntics en els poetes paisatgistes —Albrecht von Haller i el seu poema Els Alps, seguit per l'admiració de l'infinit i l'insignificant en el paisatge de Klopstock, i la seua lírica que influí en Goethe—, i en el tercer quart d'aquest segle sorgeix amb força el moviment Sturm und Drang ('tempesta i ímpetu'), que s'oposà al racionalisme neoclàssic per exaltar la rebel·lia de la joventut, la passió i la intuïció creadora. En aquest àmbit s'inscriu el Werther de Goethe (1774), que explica l'amor impossible i el suïcidi per això d'un jove; l'obra tingué una immediata influència internacional. Els ideals de la Revolució francesa portaren Friedrich von Schiller a escriure en la seua joventut drames com Els bandits (Die Räuber, 1776), i en la seua maduresa el cèlebre Guillermo Tell (1804). En la lírica, Novalis escriu Himnes de la nit arran de la mort de la seua promesa de quinze anys el 1797, en què exalta la nit, canta a la mort i s'identifica l'estimada amb Déu, tot en una atmosfera de sincretisme místic.
Al s. XIX, després de les guerres contra Napoleó, es dona una involució conservadora, i es prefereixen destacar els trets identitaris i nacionals i la tradició i el folklore com a aspectes que revelen l'esperit d'un poble (Volkgeist), i es consolida la figura central de Goethe, que conrea tots els gèneres literaris i torna a un classicisme que enyora la civilització grecollatina després d'un viatge a Itàlia el 1786, moment del qual són mostres les seues Elegies romanes i la novel·la Anys d'aprenentatge de Wilhelm Meister, el personatge central de la qual evoluciona des d'un fervor romàntic inicial fins a esdevenir un educador madur que treballa pel bé de la humanitat, en la línia del pensament il·lustrat.

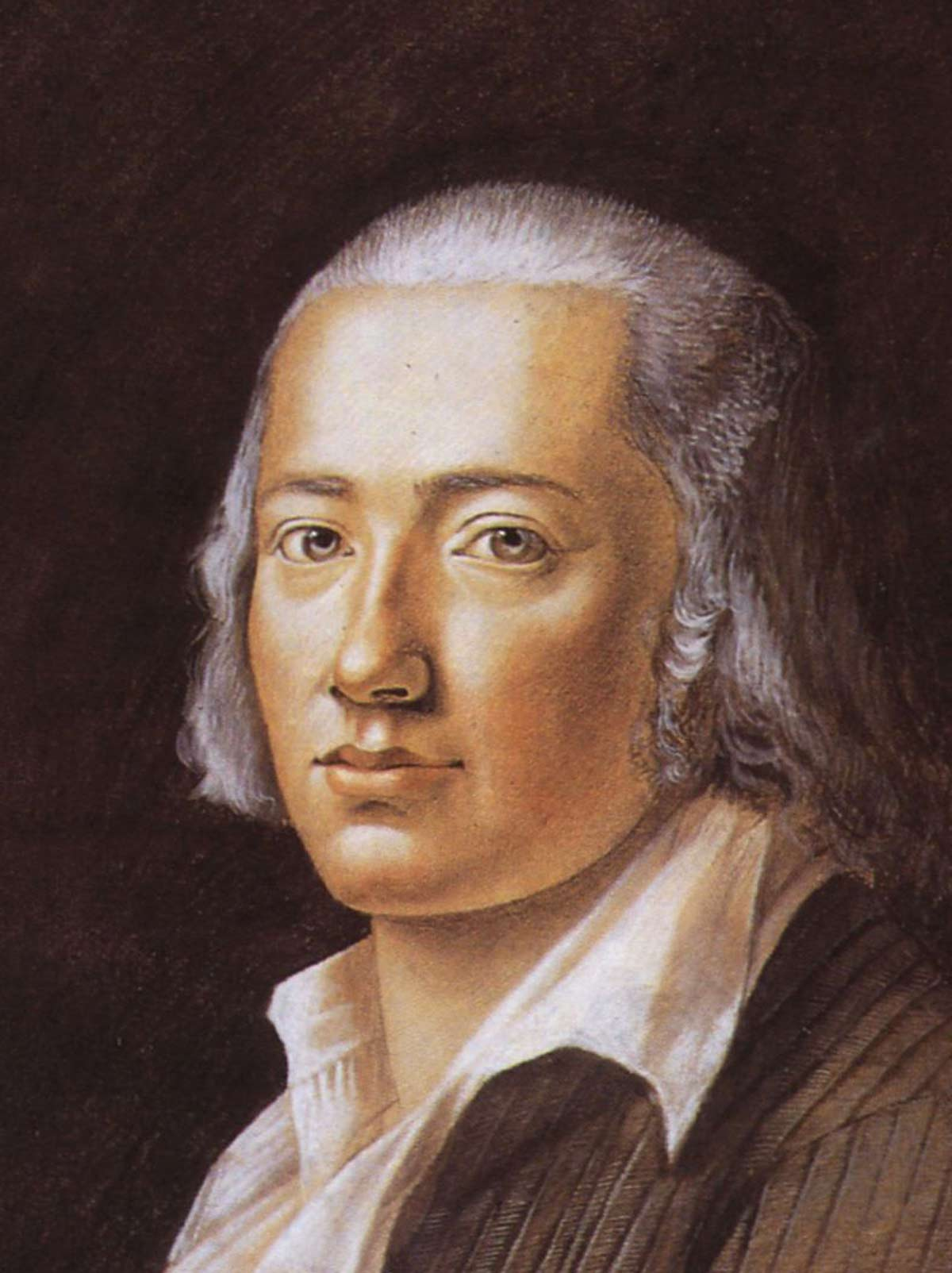
Hölderlin (1792)

Els poetes més representatius del romanticisme alemany, a més de Goethe, són en primer terme Friedrich Hölderlin, que va embogir ln 1803 i cantà amb entusiasme el sentit tràgic de l'existència i un desig d'ideal en un món d'angoixa i dolor; i Heinrich Heine, que va saber conjugar el folklore alemany amb les inquietuds romàntiques en el Llibre dels cantars (1827), que tingué una enorme difusió, i el Romancer (1852).
El Faust de Goethe és la labor de tota la seua vida, doncs hi va treballar durant més de seixanta anys —les seues primeres versions daten de 1772— fins al final dels seus dies, i la segona part es publicà ja pòstuma el 1832. En aquesta obra es mostren les dues grans etapes de la seua producció literària: en la primera, amb l'assumpte central de l'individu que ven l'ànima al diable a canvi d'obtenir joventut i amor eterns, palesa l'esperit del romanticisme; en la segona, més propera a l'ideal reformista il·lustrat, Faust guanya el favor d'un emperador i acaba dedicat a la labor de ministre d'obres públiques amb les mires posades en la felicitat social i portat al cel com a premi per acabar la seua vida fent el bé per als altres.

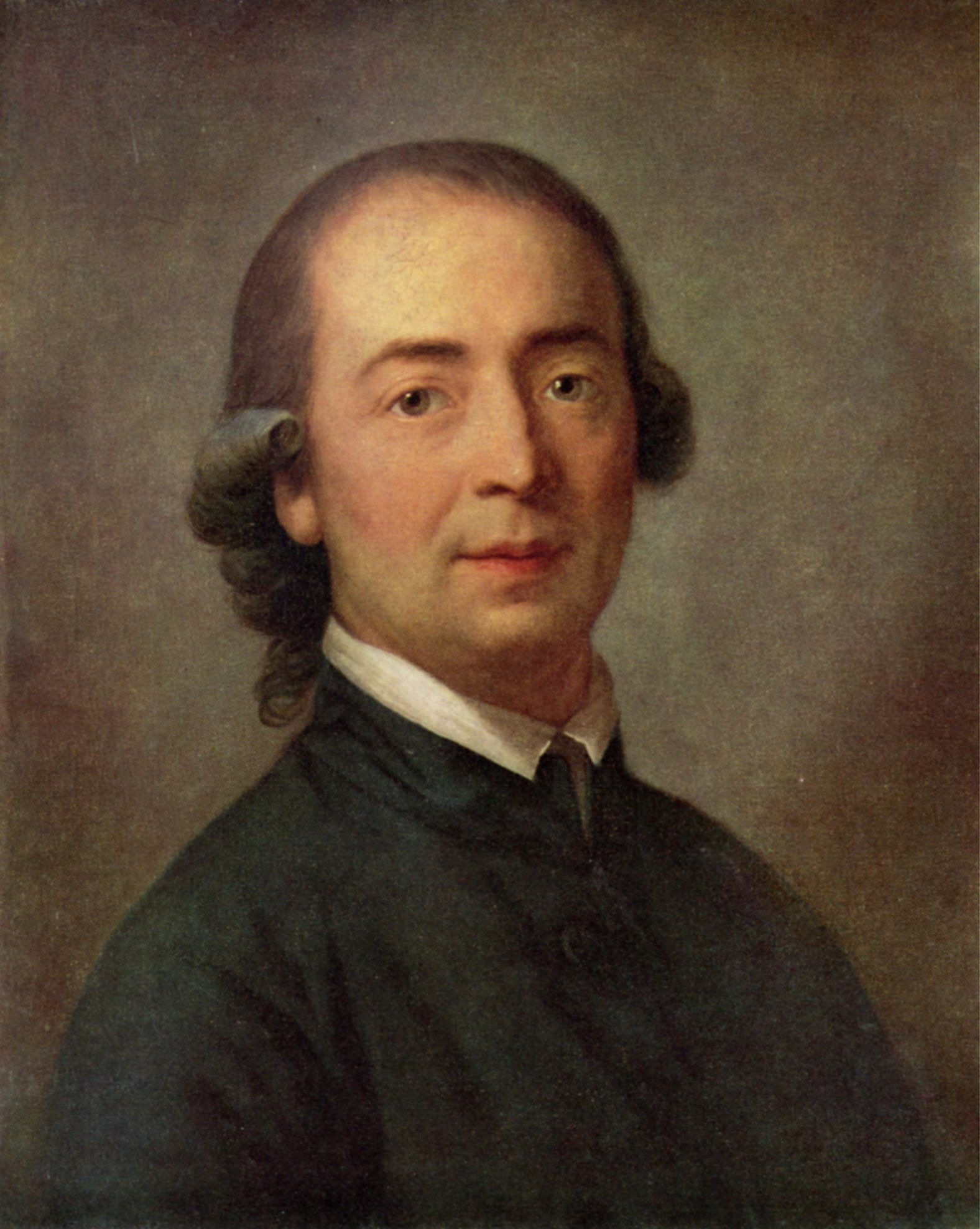
Retrat de Herder (1785)

## Precursors i cosmovisió

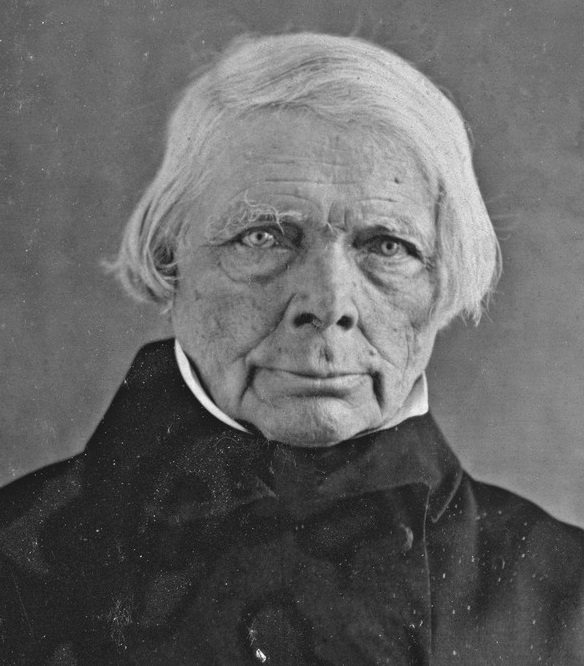
Fotografia de Friedrich Schelling (1848)

El romanticisme a Alemanya naix com una combinació d'afanys literaris i filosòfics relacionats amb l'idealisme, el rebuig a la raó il·lustrada, la cerca del sentiment, la reivindicació del geni creador i la idea que el llenguatge condiciona l'estructura mental tant individualment com col·lectiva, idea aquesta última que desenvolupà Herder, un dels impulsors del moviment Sturm und Drang, que suposà l'exaltació de la passió, la valoració de l'originalitat de l'artista i la rebel·lió contra la visió del món convencional.
Herder, en la seua obra Assaigs sobre l'origen del llenguatge, estableix que la llengua és la causa del pensament i la raó humana, i no al contrari. D'aquesta manera, la llengua no sols és un instrument de comunicació, sinó que revela el caràcter individual i el de tot poble que comparteix un mateix idioma. La manifestació del pensament del poble en la llengua és el folklore o conjunt de peces de literatura de transmissió oral i creació anònima. La veu literària d'un poble és la seua poesia popular.
Ja en el primer terç del s. XVIII apareix en la poesia d'Albrecht von Haller un interés especial pel paisatge com a transmissor d'emocions i sentiments, aspecte que es va veure reflectit en el seu poema Els Alps (1729). Klopstock va ser influït per Haller i els poetes paisatgistes. La seua lírica reuní els motius més característics del romanticisme posterior: l'admiració per la natura, la representació en ella dels estats d'ànim del jo, l'admiració per la immensitat del món, i també per la insignificança de l'ésser humà davant aquest o la consciència herderiana que la llengua expressa la personalitat completa de l'ésser humà i l'idioma l'esperit d'un poble, entre altres llocs comuns.
A això se suma la postulació d'un pensament d'arrel idealista i subjectiu elaborada per Immanuel Kant, doncs la consciència humana només copsa la percepció fenomènica de les coses. Johann Georg Hamann, per la seua banda, criticà la raó, valorà l'experiència mística, i propugnà la unitat de tot l'existent en un continu contra l'afany divisor i classificador del Segle de les Llums i del mètode científic.
Fou fonamental l'aparició dels primers romàntics (Frühromantiken) en l'anomenat cercle de Jena. Els filòsofs de l'idealisme alemany que consoliden el camí al romanticisme són Johann Gottlieb Fichte, que va afirmar que el «jo» era l'essència de divinitat humana i l'element que condiciona la seua personalitat i la seua moral, i traslladà aquest jo al poble, al col·lectiu, fent d'ell una entitat amb vida pròpia. Friedrich Schelling amplià aquest idealisme subjetivista a la biologia, a la natura i, amb això, va desembocar en allò que els poetes paisatgistes havien prefigurat. Finalment Hegel concep un déu natural, radicat també en la història i en la cultura. Tot aquest conjunt d'idees, una nova visió del món (Weltanschauung), conflueix en el romanticisme alemany i, en gran manera, en el mundial.
És important assenyalar l'interés pel folklore i la història comuna de la cultura germànica, ja que s'hi traslluïa, seguint les doctrines de Herder i Schlegel, l'essència de l'esperit nacional. Així, es va donar inici a compilacions (Contes infantils i de la llar o Llegendes alemanyes) de contes populars, com la que van dur a terme els germans Jakob i Wilhelm Grimm. Alguns d'aquests contes han passat al patrimoni cultural de la humanitat, com Blancaneu i els set nans, Ventafocs o Els músics de Bremen.

## Autors
Els primers autors romàntics alemanys encara conserven trets del neoclassicisme i de la Il·lustració alemanya (Aufklärung), i s'enquadren en el moviment Sturm und Drang. És decisiva en la gestació del romanticisme alemany l'idealisme de pensadors com Kant, Herder, Hamann, Hegel, Fichte i Schelling. Entre els literats més destacats sol citar-se Goethe, Schiller, Novalis. Els germans August i Friedrich Schlegel teoritzaren aquest moviment romàntic.

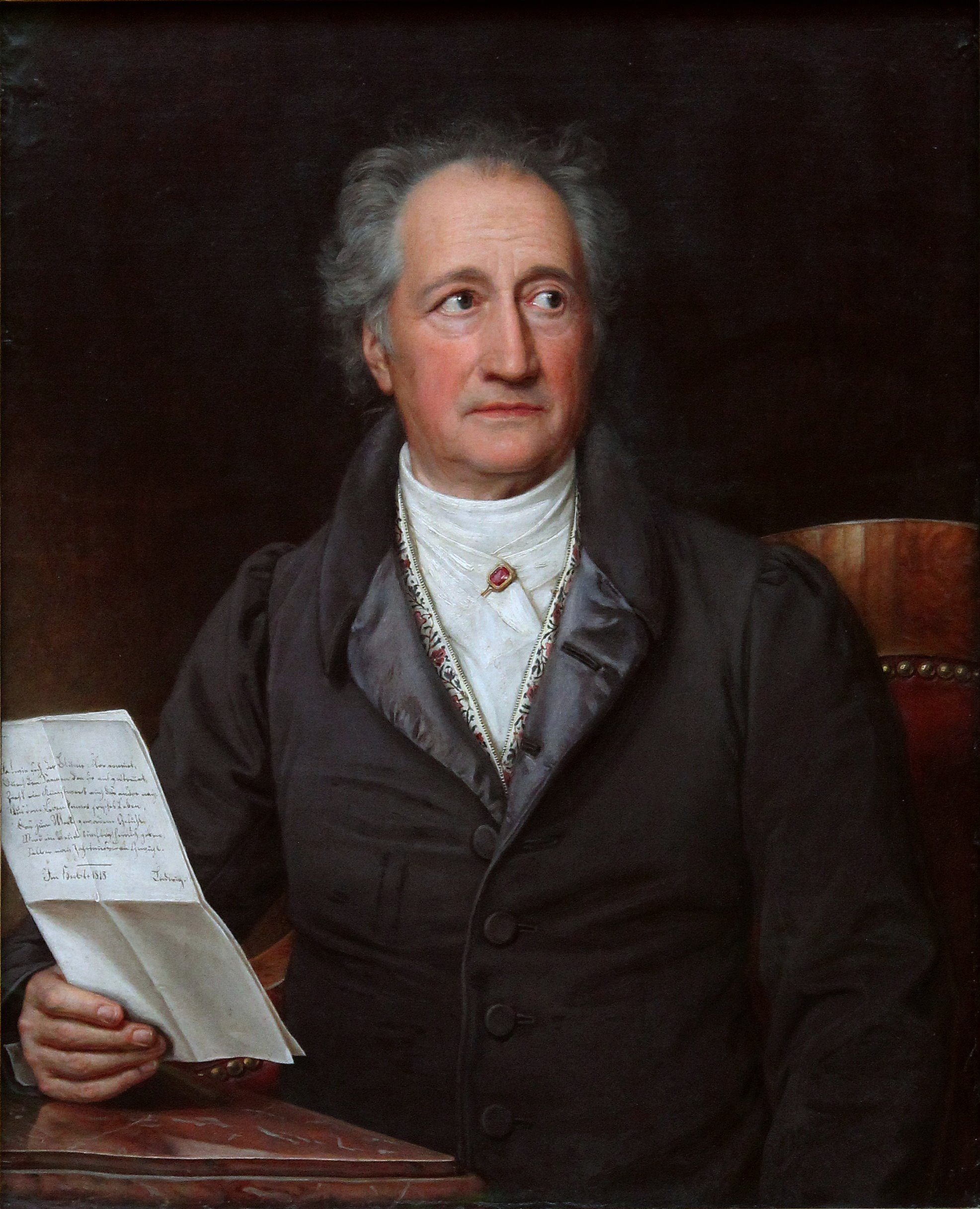
Goethe

### Johann Wolfgang Goethe
L'obra de Johann Wolfgang Goethe (1749-1832) excedeix el marc del romanticisme, perquè, si bé el seu començament entra en el Sturm und Drang, després d'un viatge a Itàlia el 1786 torna la seua estètica cap al classicisme. Va escriure teatre, poesia lírica i novel·la, i en aquest últim gènere treballà al llarg de tota la seua vida en l'obra cimera d'aquest període, el Faust.
- Teatre. Començà escrivint en la dècada dels 1760 comèdies i tragèdies neoclàssiques. De 1773 data Götz von Berlichingen, que suposà el seu primer èxit. El 1787 escriu un clàssic de la literatura dramàtica, Ifigènia a Tàuride. Va escriure així mateix drames que reflectien la societat burgesa, com La filla natural. L'obra que millor representa el tema romàntic de la llibertat és Torquato Tasso.
- Lírica. Va conrear des de poesia d'arrels folklòriques i populars fins a creacions exòtiques en el Divan d'Orient i Occident (1819), que recorden vagament la poesia persa. Sol assenyalar-se que la seua obra lírica cimera són les Elegies romanes (1790), inspirades per la seua estada italiana i la contemplació dels vestigis de l'antiga Roma. També va practicar la poesia èpica, amb el seu idil·li Hermann i Dorotea.
- Novel·la. La seua obra de joventut Els sofriments del jove Werther (1774) suposa un punt d'arrencada del romanticisme a Alemanya i és una de les creacions més influents del seu temps. Hi planteja les tribulaciones d'un ànima turmentada per un amor impossible que provoca el suïcidi final del protagonista, un alter ego del mateix Goethe. Mitjançant fragments del diari de Werther i extractes de la seua correspondència, s'explica la peripècia interior d'un jove el caràcter del qual va ser imitat per la joventut del seu temps. Del seu període classicista és Anys d'aprenentatge de Wilhelm Meister, novel·la d'aprenentatge d'un jove que, després d'uns inicis marcats per la rebel·lia, la marginalitat i la bohèmia en una companyia de còmics, acaba dedicant-se a l'ensenyament i a fomentar el progrés social. Les afinitats electives (1809) planteja conflictes amorosos entre dues parelles i conté una incisiva anàlisi psicològica.

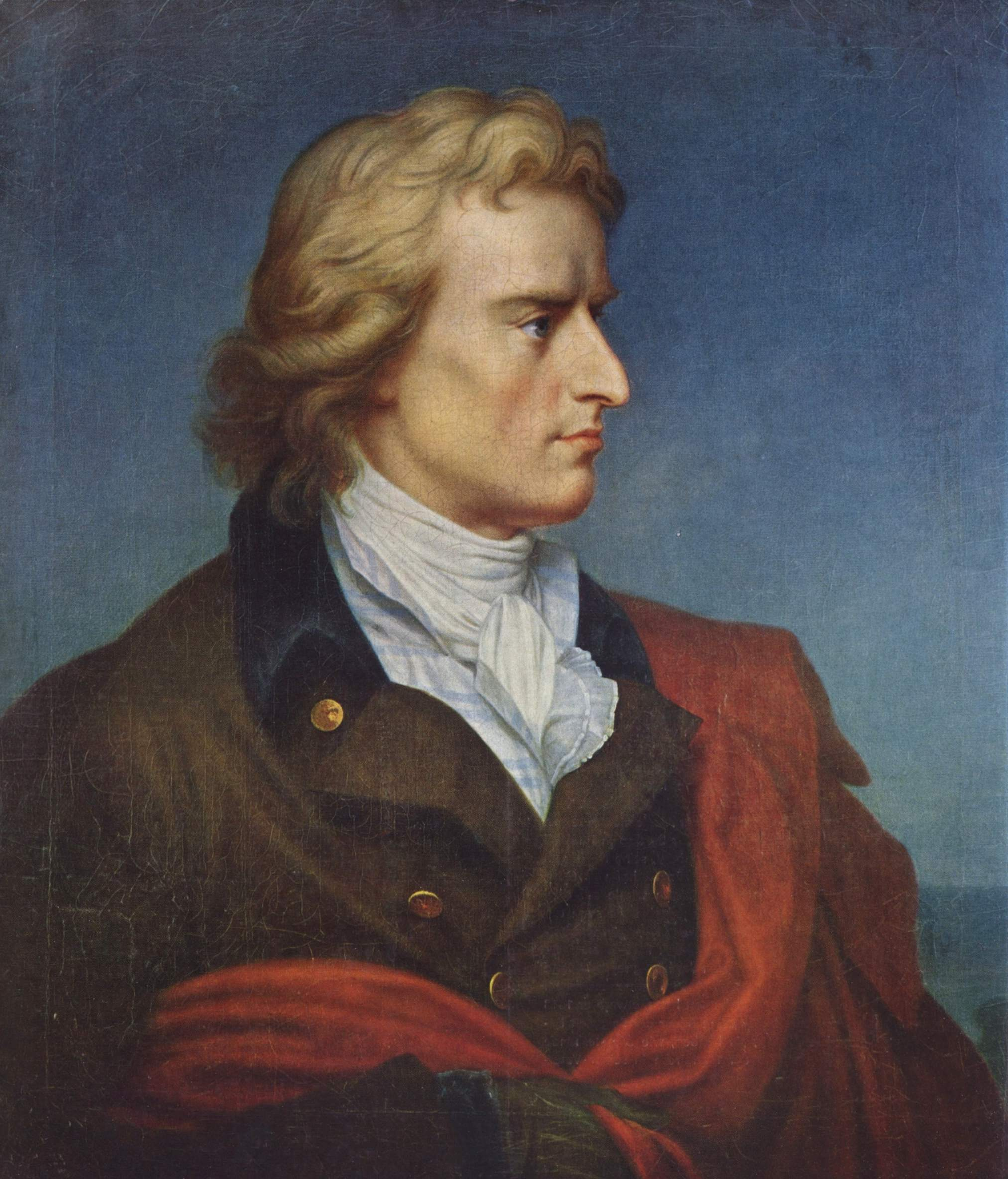
Friedrich Schiller

La seua principal obra, en la qual es va afanyar durant tota la seua carrera literària, és Faust, novel·la dialogada de temes filosòfics, publicada en dues parts, la primera el 1808 i la segona, pòstuma, el 1832. Els primers testimoniatges d'aquesta reelaboración de la llegenda medieval de l'home que embeni la seva ànima al diable a canvi d'aconseguir l'amor i la joventut eterna daten de 1772. La novel·la abasta les dues grans etapes de la seva producció literària. En la primera, amb l'assumpte central de l'home que embeni la seva ànima al diable a canvi d'obtenir joventut i amor eterns, es fa patent l'esperit del romanticisme; en la segona, més propera a l'ideal reformista il·lustrat, Fausto gana el favor d'un emperador i acaba dedicat a la labor de ministre d'obres públiques amb l'objectiu de la felicitat social i portat al cel com a premi per acabar la seua vida fent el bé als altres.

### Dramaturgs: Friedrich Schiller, Heinrich von Kleist i Georg Büchner
A Friedrich Schiller (1759 – 1805) se'l considera el millor dramaturg alemany, al costat de Goethe, una de les figures centrals del romanticisme de la primera època. Inspirat per les idees de la Revolució francesa va escriure en la joventut drames com Els bandits (Die Räuber, 1776), que li valgué un important reconeixement de la Primera República Francesa. Destaca el seu drama de maduresa Guillem Tell (1804), que tracta el tema de la rebel·lió enfront de la tirania.
Un altre destacat autor dramàtic és Heinrich von Kleist. Destaquen de la seua producció El príncep de Homburg, Pentesilea i El jardí trencat. També relats curts: La marquesa d'O.
Georg Büchner (1813-1837) escrigué el drama La mort de Danton i Leonci i Lena, però és conegut per una tragèdia inconclusa que preludia l'avantguarda: Woyzeck, història d'un soldat desgraciat que mata la seua amant, que li és infidel.

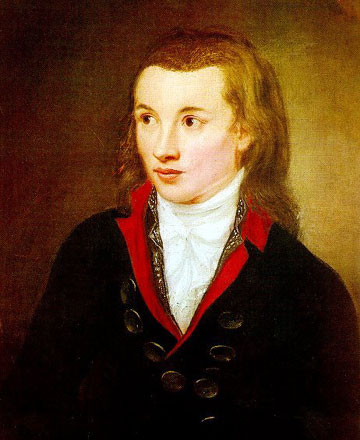
Novalis

### Lírica: Novalis, Hölderlin i Heine

#### Novalis
Friedrich Leopold von Hardenberg, conegut com a Novalis, escrigué Himnes de la nit a la mort de la seua jovencíasima estimada. En aquest poemari místic i nocturn es canta la mort i s'identifica l'estimada amb els misteris del cristianisme, i el misticisme del viatge de la promesa morta per les regions de la foscor es fa patent en unir la persona de l'estimada amb les persones de la Trinitat cristiana. Es tracta d'una lírica onírica, visionària i exaltada, que busca allò sublim i, per tant, s'insereix en l'arrel de la sensibilitat romàntica.

#### Friedrich Hölderlin
En Friedrich Hölderlin (1770-1843) destacà el seu coneixement de la llengua i la literatura gregues que aportava elements clàssics a la seua poesia romàntica. Escrigué una lírica de gran sensibilitat, que tracta temes com l'amor a la llibertat, els ideals revolucionaris, la mitologia pagana i el cristianisme. Entre les seues obres poètiques sobresurten L'arxipèlag, Enmig del camí de la vida i Patmas. Va ser també autor de la novel·la epistolar Hyperion.

#### Heinrich Heine

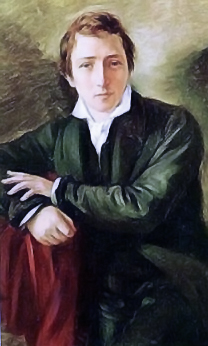
Heinrich Heine

Entre els romàntics tardans destaca Heinrich Heine (1797-1856). Jueu exiliat d'Alemanya, cantà la seua relació d'amor i odi amb la seua pàtria en el llarg poema satíric Alemanya, un conte d'hivern. El seu llibre de cançons es va fer molt popular, però és sobretot un gran prosista: es guanyava la vida amb cròniques periodístiques de ternes sociopolítics.
Altres poetes remarcables són Clemens Brentano (1788-1842) i Achim von Arnim (1781-1831), que col·laboren en una reelaboració de la poesia folklòrica breu: La banya de l'abundància del jove. Von Arnim escrigué també novel·les, com Isabel d'Egipte.

### Narrativa
A més de la ingent obra narrativa de Goethe, destaca la novel·la i el conte fantàstic, que enfonsa les arrels en la novel·la gòtica anglosaxona d'una banda i en els elements màgics del conte tradicional de fades d'una altra.
I. T. A. Hoffmann (1776-1822) explora la frontera entre realitat i fantasia en els seus relats breus Peces de fantasia, L'elixir del diable, Opinions sobre la vida del gat Murr o Trencanous i el rei de les rates.
Adelbert von Chamisso (1781-1838) va escriure La meravellosa història de Peter Schlemnihl, que tracta el mite de Faust.
Joseph von Eichendorff, poeta i narrador, escriu Vida d'un inútil, que es pot relacionar amb la novel·la picaresca i presenta un pobre rodamon que malviu amb el seu violí i els seus ideals poètics.

## Antologies
- Paula Brines i Antoni Marí (trad.), L'entusiasme i la quietud. Antologia del Romanticisme alemany, Barcelona, Tusquets, 1979 (Marginals, 63).— ISBN 978-84-7223-063-7.
- Martín Arnedo, Santiago, Poemes essencials en la lírica alemanya, Madrid, Ed. Rilke, 2015.— ISBN 978-84-941979-3-2.